# Pfarrkirche St. Gallus (Amden)

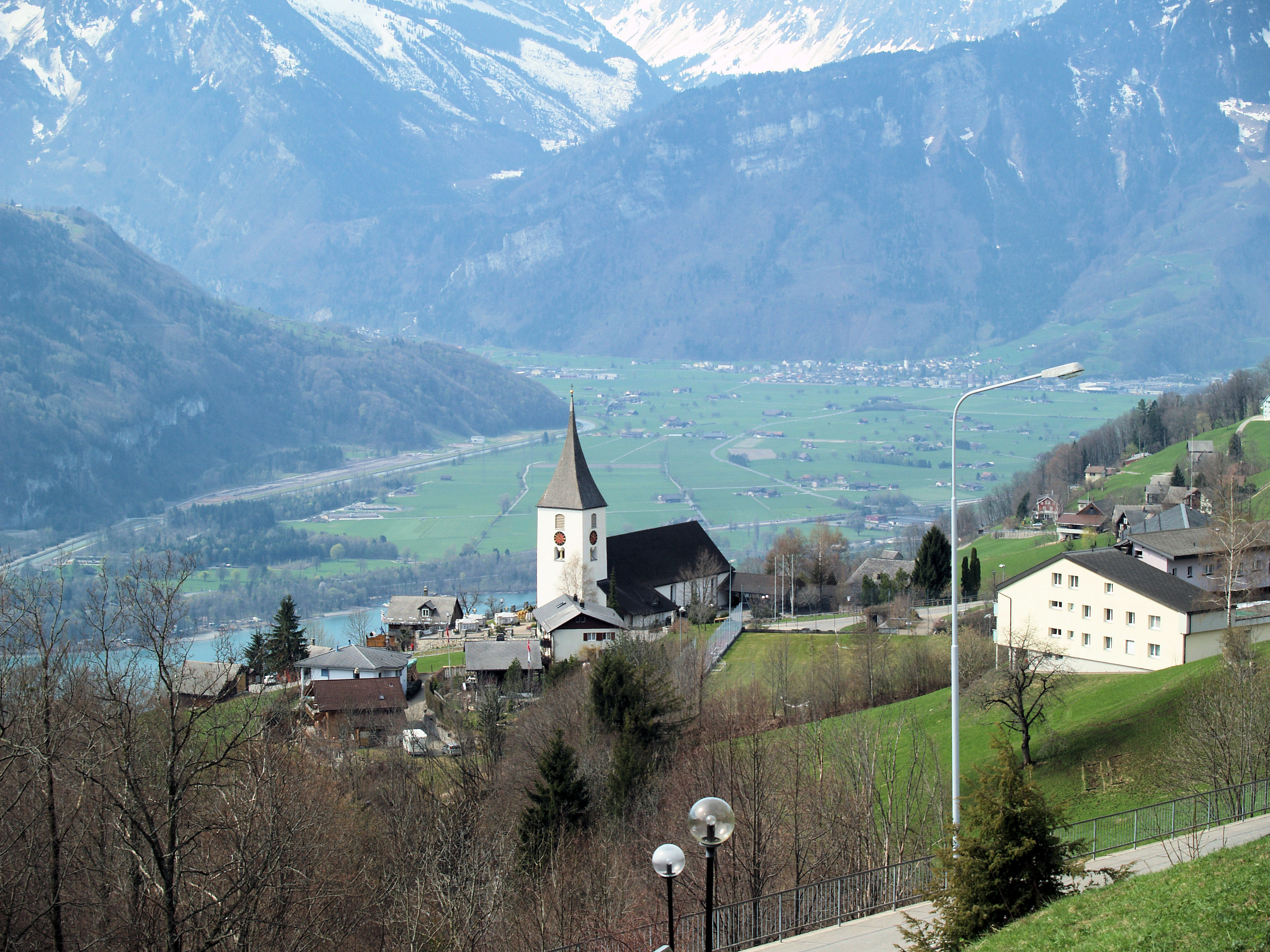
Die Pfarrkirche St. Gallus

Die Pfarrkirche St. Gallus liegt in der St. Gallischen Gemeinde Amden. Ihre Entstehung lässt sich bis ins 13. Jahrhundert zurückverfolgen. Ihr heutiges Aussehen erhielt sie anlässlich des Umbaus 1923.

## Geschichte
Die Ortschaft Amden gehörte im Mittelalter zur Grosspfarrei Schänis, was einen äusserst beschwerlichen Kirchgang erforderte. Dieser dauerte drei bis vier Stunden und führte an der Pfarrkirche von Weesen vorbei. Deshalb wurde hier schon im 13. Jahrhundert eine Kirche errichtet und ein Geistlicher angestellt. Der Bau kann zwar nicht genau datiert werden, soll aber während der österreichischen Herrschaft zwischen 1282 und 1406 erfolgt sein.
Die erstmalige Erwähnung der Kirche und des Geistlichen erfolgte im Einkunftsrödel des Bistums Chur von 1320 bis 1329, was eine Erbauung Ende des 13. anfangs des 14. Jahrhunderts realistisch erscheinen lässt. Am 16. April 1457 wurde von den Amdenern eine «Ewige Jahreszeit» gespendet, wobei ein Pfarrer Heinrich Helbock erwähnt wurde. Anfang Februar 1529 kam es als Folge der Reformation in der Kirche zu einem Bildersturm. 1531 kehrte man wieder zum katholischen Glauben zurück.
Seit dem 19. Januar 1594 ist die Kirche von Amden eine selbständige Pfarrkirche, das Präsentationsrecht des Stiftes Schänis blieb aber bestehen. 1639 fand eine bischöfliche Visitation statt, im dabei abgefassten Bericht wird die Kirche beschrieben. 1643 gründete Pfarrer Johannes Frischknecht († 1669) die Rosenkranzbruderschaft. Gabriel Eberle und Susanne Hefti stifteten die Muttergottesstatue der Bruderschaft.
Ende des 17. Jahrhunderts wurde die Kirche vermutlich neu ausgestaltet. Aus dieser Zeit stammen die beiden erhaltenen Seitenaltäre. Der Kreuzweg wurde 1768 errichtet. Die Sakristei vergrösserte man 1776 und im darauf folgenden Jahr wurde die Skapulierbruderschaft gegründet. Die Kirche wurde 1794 ca. 8–9 Meter verlängert, wobei ein neuer Westeingang geschaffen und die Fenster vergrössert wurden. Der notwendige Baugrund wurde der Kirche von Paul Römer geschenkt.
Pfarrer Leonard Gmür gründete 1809 die Herz-Jesu-Bruderschaft. Er veranlasste, dass 1812 im Chor und 1814 im Schiff Sandsteinfliesen auf den bisherigen rohen Kalksteinboden gelegt wurden. 1813 wurde das Chorgestühl ersetzt. Zwischen 1812 und 1814 wurde das alte Beinhaus an der Südseite der Kirche abgebrochen und durch einen kleinen Neubau im südwestlichen Winkel des Kirchhofes ersetzt. 1814 brachte der aus Warschau geflüchtete Redemptorist P. Johannes Sebelli das Haupt der heiligen Angelika nach Amden. 1812 wurde für rund 1000 Gulden eine neue Orgel mit 16 Register angeschafft.
Nachdem Ingenieur Wieland aus Weesen bestätigt hatte, dass eine Renovation ohne Einsturzgefahr für den Turm durchgeführt werden könne, begann man 1848 mit der Planung einer Renovation, die zwischen 1858 und 1860 durchgeführt wurde. Für die Innendekoration konnte der Schwyzer Karl Reichlin verpflichtet werden, der anschliessend auch die Aussenrenovation ausführte.
1873 wurde der Katakombenheilige Theodor hierher gebracht. Die von Johann Nepomuk Kuhn gegründete Firma Orgelbau Kuhn lieferte 1884 eine neue Orgel. Der Hochaltar von 1888 wurde von Alois Holenstein aus Wil gefertigt und die beiden Seitenaltäre wurden neu vergoldet. Eine erneute Renovation der Kirche wurde 1923 durchgeführt, dabei wurden Turm und Sakristei neu gestaltet. Der Turm wurde dabei um das Glockengeschoss erhöht. In seinem Inneren besitzt er fünf Glocken. Davon wurden die 3. sowie die 4. Glocke von der Firma Grassmayr aus Feldkirch 1864 und die restlichen drei Glocken von Rüetschi aus Aarau 1930 zu den schon vorhandenen dazu gegossen.
Von der Firma Holenstein aus Wil wurde auch ein neuer Hochaltar eingebaut. Im Jahr 1953 ersetzte man die Orgel durch eine neue von A. Frey aus Luzern.
Die Kirche wurde zwischen 1980 und 1985 erneut renoviert. Dabei wurde die Sakristei umgebaut. Auch den Innenraum gestaltete man um. Dabei wurden das Taufbecken entfernt und ein schwarzer Marmorfussboden verlegt. Die Verlängerung von 1794 ist an der unterschiedlichen Deckenkonstruktion ersichtlich, die sich über der zurückgenommen Empore als Holzkonstruktion von der Gipslattentonnendecke des übrigen Schiffes abhebt.

## Bau
Die Kirche ist geostet und steht am südlichen Rand des steil abfallenden Felsens zwischen Rombach und Fallenbach. Das langgestreckte Rechteckschiff besitzt fünf Fensterachsen. Die Fenster sind stichbogenförmig ausgeführt. Dem Schiff ist ein eingezogener Chorturm angebaut. Nördlich des Turmes steht seit 1923 die Sakristei, die anfänglich doppelstöckig, seit dem Umbau aber nur noch einstöckig ist und an die Seite des Schiffes gezogen wurde. Ihr Dach führt nun ansatzlos an das des Schiffes. Der Turm ist der älteste erhaltene Bauteil der Kirche. Er trug anfänglich ein Käsbissendach und wurde später durch einen neugotischen Kreuzfirst mit polygonalen Dachreiter ersetzt. 1932 wurde er um das heutige Glockengeschoss erhöht und erhielt ein hochgezogenes Zeltdach.
Das Schiff wurde 1858 mit einer Gipsplattentonnendecke versehen. Der Dachstuhl wurde vermutlich zur gleichen Zeit unter Verwendung noch brauchbarer alter Holzteile erstellt.
An das Vorzeichen wurde als nördliche Verlängerung beim Neubau des Pfarrhauses eine Galerie angebaut.

## Inneneinrichtung
Der neubarocke Hochaltar wurde 1923 erstellt. Er wird von den beiden Statuen des Gallus und Otmar flankiert, welche vom Vorgängeraltar von 1888 stammen. Vor dem Chorbogen sind zwei Seitenaltäre aus dem 17. Jahrhundert angebracht. Die Wandstatuen im Kirchenschiff wurden ebenfalls 1923 angebracht. Die drei Deckengemälde wurde 1923 von August Meinrad Bächtiger gemalt.
Das zur Hälfte in eine Nische beim Seitenaltar in die Südwand eingebrachte gotische Taufbecken besitzt eine hexagonale Aussenseite und ein ovales Becken. Es wird vermutet, dass es nachgotisch erstellt wurde, denn die drei sichtbaren Seiten sind unpräzise gearbeitet. Es ist wahrscheinlich, dass der Taufstein etwa 1594 entstanden ist. Dieser Taufstein wurde anlässlich der Renovation in den 1980er Jahren entfernt.

## Bilder

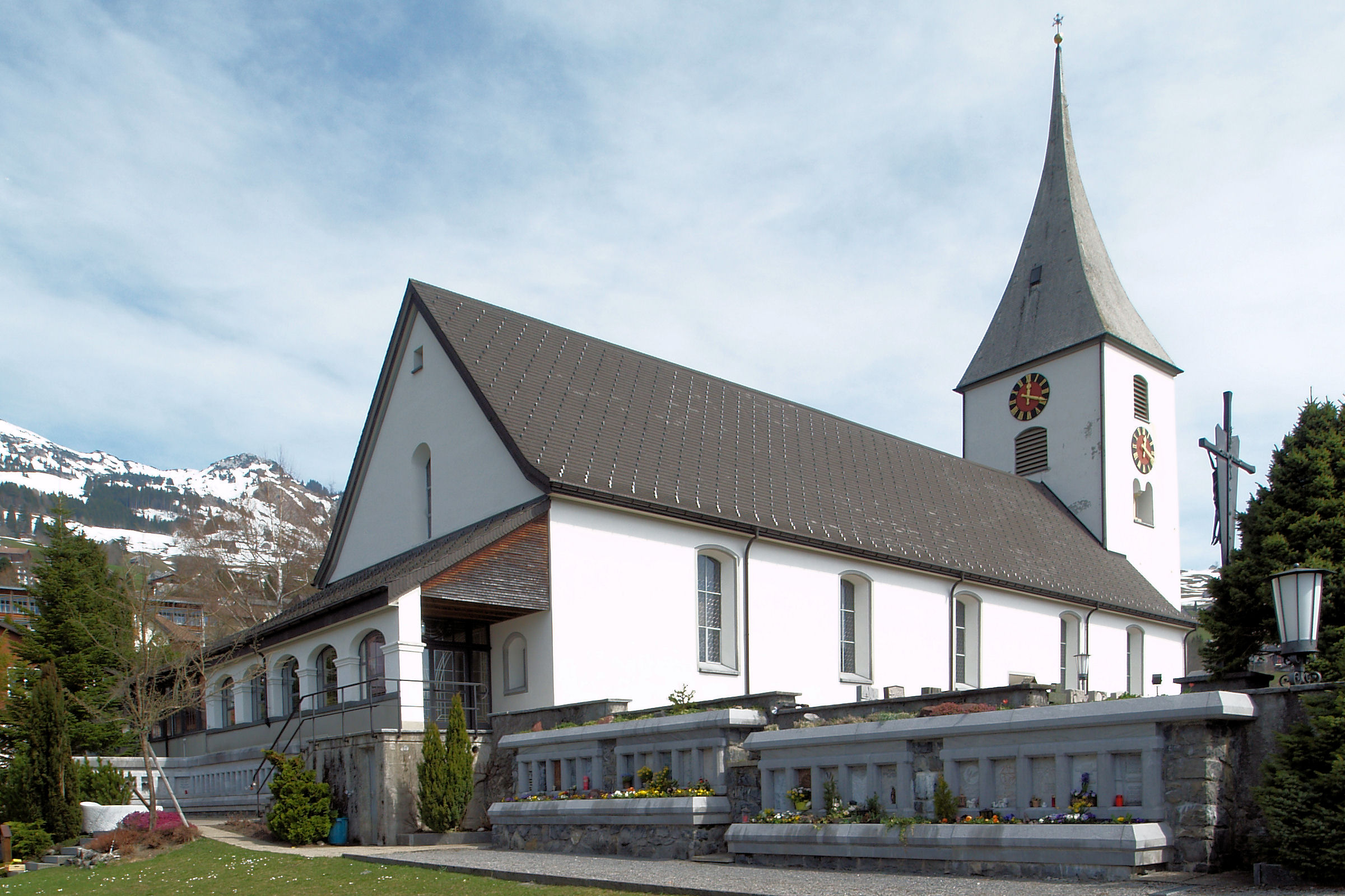
Ansicht der Kirche von Südwesten
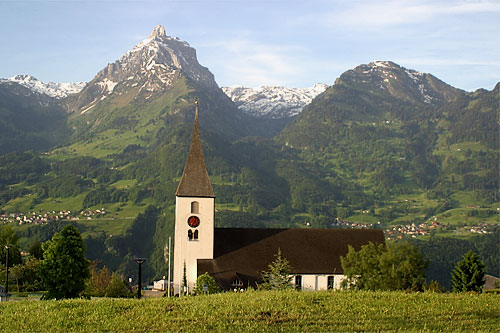
Ansicht der Kirche von Norden
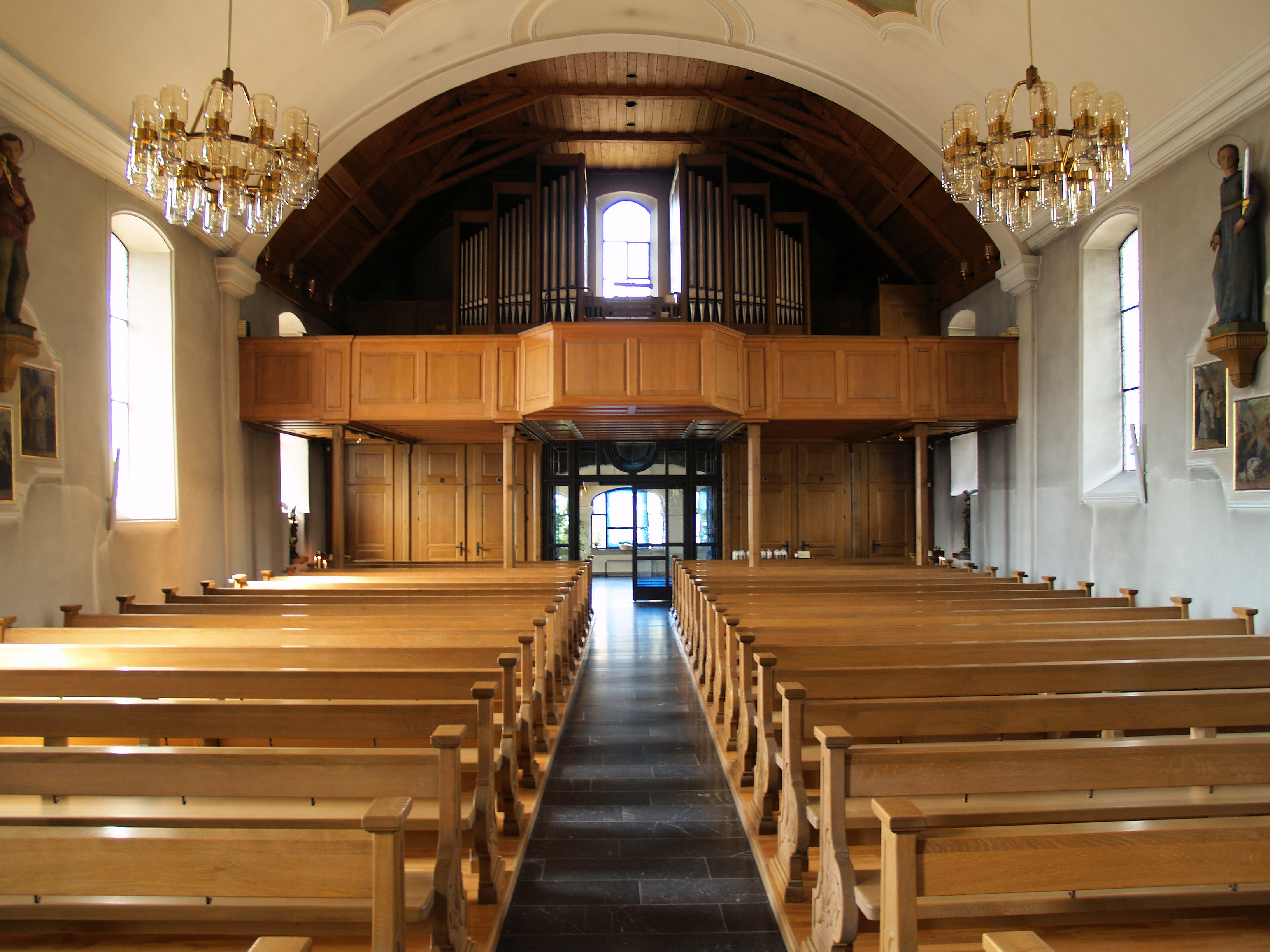
Innenraum, Blick zur Empore mit Orgel
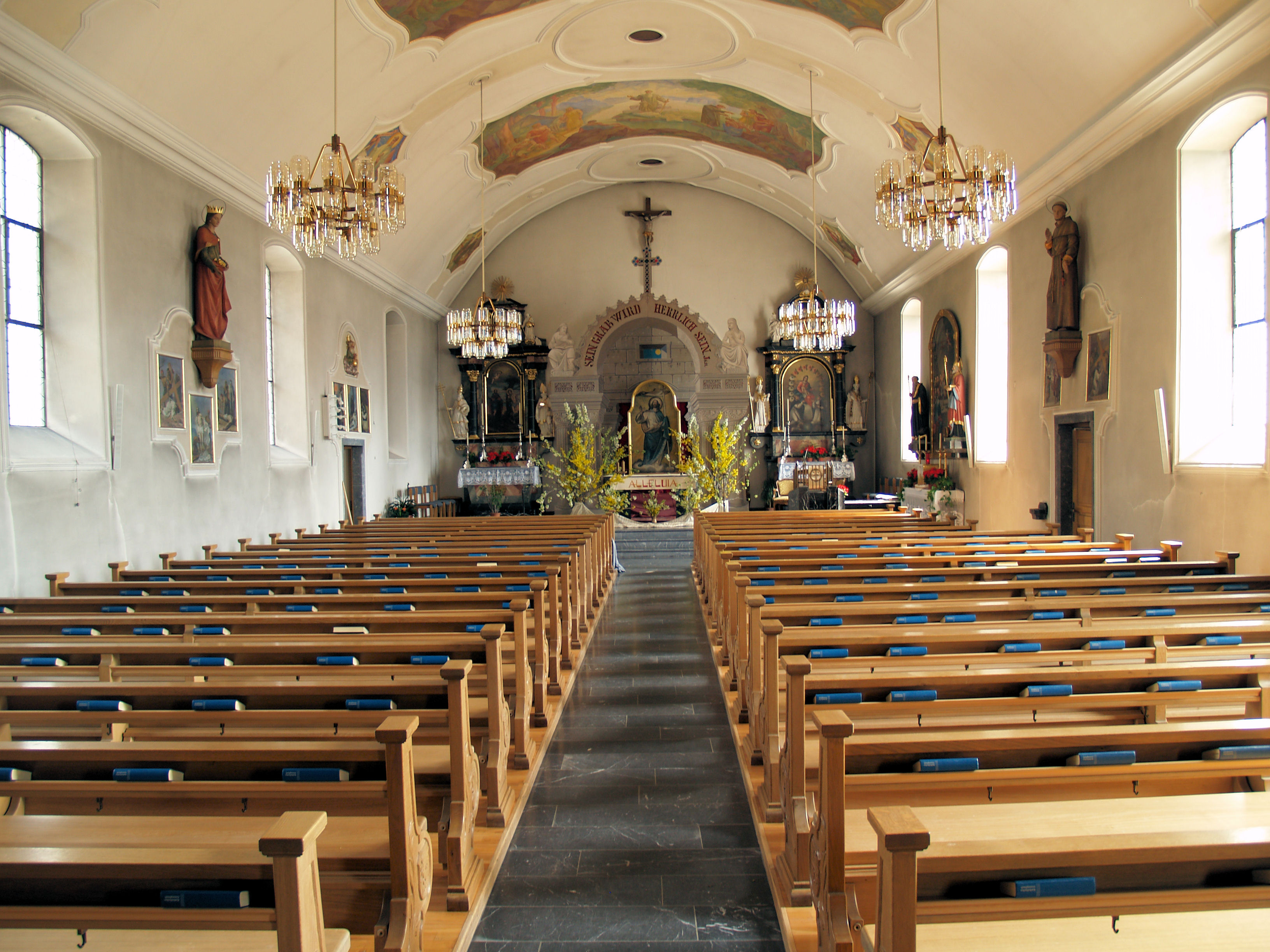
Innenraum, Blick zum Chor